# Arnie David Girat
Arnie David Girat, född den 26 augusti 1984 i Provincia de Villa Clara, är en kubansk friidrottare som tävlar tresteg.
Girats genombrott kom när han blev världsmästare för juniorer 2002. Vid VM i Paris tog han sig vidare till finalen och slutade på en fjärde plats med ett hopp på 17,23.
Han deltog även vid Olympiska sommarspelen 2004 men hans hopp på 16,70 räckte inte för att ta sig vidare till finalen.
Han var även i final vid VM 2005 och blev åtta med ett hopp på 17,09. Även vid VM 2007 var han i final och slutade då på sjunde plats med ett hopp på 16,91. 
Sin första internationella medalj som senior erövrade han vid inomhus-VM i Valencia då han slutade på andra plats efter Phillips Idowu med ett hopp på 17,47. Vid Olympiska sommarspelen 2008 räckte hans 17,52 till en fjärde plats, bara sju centimeter från Leevan Sands, som slutade trea.
Han deltog vid VM 2009 där han slutade på femte plats efter ett hopp på 17,26 meter. Han avslutade friidrottsårtiondet med att vinna guld vid IAAF World Athletics Final 2009 efter ett hopp på 17,45 meter.

## Personligt rekord
- Tresteg - 17,62 meter från 2009